# 泛原住民族認同
泛原住民族認同（英語：Pan-Indigenous Identity），普遍指涉出自於自身身分之外，還有著對於更廣大的臺灣原住民族的認同及事務的參與實踐。此種認同不完全來自血緣認定，聚焦原住民的受殖民歷史以及與其他社群關注於原住民的未來。

## 定義
在臺灣，泛原住民族認同至少可以分成兩個層面來看。第一，原住民於自身部落及所屬族群之外對於作為原住民族有更廣泛的認定，而願意為了自身部落及族群之外屬於其他原住民族部落或是整體臺灣原住民族的事務，同樣參與其中，例如號召更多部落及族人，或是當其他部落面臨土地議題或遭到不公對待發起抗爭:195。第二，則是透過各種網絡或是聯盟串聯挺身，形成一部落或一族之事皆為原住民族共同之事的合作作為，而可成為原住民族面對公共事務的具體參與措施。

## 發展
從1990年代臺灣原住民族運動興起至今，從最早由玉山神學院原住民族學生爭取原住民族權益，至當前各大專院校內的原住民社團（不以單一族群為主要參加對象）關注各族群或部落公共議題，或是原住民青年團體於聯合國原住民議題常設論壇、原住民族權利常設論壇參與，聯合他人不分族別參與聲援各種原住民族事務，皆能視為泛原住民族認同的具體展現。
其次，泛原住民族認同不單指原住民本身對於原住民族普遍的認同，非原住民若能理解、認同、參與，並具備、實踐該部落族群的價值觀，也屬展現泛原住民族認同。其中具代表性者為出身排灣族拉勞蘭部落（Lalauran）撒可努‧亞榮隆（Sakinu Ahronglong）創立的獵人學校（Hunter School），獵人學校成員不以單一族群為限，原住民、非原住民、外國人皆有，認同該群體理念而成為更廣義的家族，代表活動則有「為土地唱歌」（Sing for Taiwan）音樂節活動。
而卑南族（Pinuyumayan）卡大地布部落（Katratripulr），率先提出部落成員由自己部落認定的概念，成員第一要件是要有血緣關係，其他則包含結婚、收養及特殊原因。其中特殊原因接受只要深度參與部落組織滿三年，且為部落所認定者，不論血緣身分出生背景都可提出申請並被納入部落成員。因此都可視為泛原住民族認同的代表例子。